# Wrong Turn 3: Left for Dead
Wrong Turn 3: Left for Dead, Brasil: Pânico na Floresta 3 / Floresta do Mal – Caminho da Morte / Portugal: Escolha Perigosa 3 é um filme de terror lançado inicialmente em 8 de outubro de 2009 dirigido por Declan O'Brien e escrito por Connor James Delaney. É o terceiro filme da franquia Wrong Turn e foi produzido pela Constantin Film e pela Summit Entertainment, e distribuído pela 20th Century Fox. As cenas do filme foram filmadas na Bulgária e tem no elenco principal Janet Montgomery, Tom Frederic, Tamer Hassan, Tom McKay, Borislav Iliev e Louise Cliffe.
Lançado em DVD e Blu-ray, o filme arrecadou 5.689.328 milhões de dólares, com um orçamento de dois milhões.

## Sinopse
Enquanto faziam rafting em um rio, quatro amigos da faculdade são atacados por um grupo de canibais. Apenas a estudante Alex (Janet Montgomery) consegue escapar deles pelas florestas. Ao mesmo tempo, um grupo de criminosos é transportado em um ônibus, quando são atingidos por um caminhão dirigido pelos canibais. O perigoso criminoso Carlo Chavez (Tamer Hassan) domina os guardas e prisioneiros restantes. Acidentalmente eles encontram Alex que conta sobre os canibais, que logo os sobreviventes descobrirão que são reais.